# Heinrich Wilper
Heinrich Wilper (* 12. Oktober 1908 in Verne im Kreis Büren; † 3. März 1967 in Paderborn) war ein deutscher Landwirt und Politiker (CDU). Er war sowohl Landtagsabgeordneter in Nordrhein-Westfalen, als auch Bundestagsabgeordneter.

## Leben und Beruf
Nach dem Besuch der Volksschule absolvierte Wilper eine landwirtschaftliche Lehre, studierte zwei Semester an der Landwirtschaftsschule in Salzkotten und bestand die Landwirtschaftsprüfung. Er übernahm 1933 die Leitung des landwirtschaftlichen Betriebs seiner Eltern. Von 1943 bis 1945 nahm er als Soldat am Zweiten Weltkrieg teil. Im Jahr 1952 wurde er Mitglied der Landwirtschaftskammer Westfalen-Lippe.

## Politik
Wilper schloss sich der CDU an und war seit 1949 Kreisvorsitzender der CDU im Kreis Büren. Im Jahr 1952 wurde er für seine Partei stellvertretender Landrat, seit 1954 war er Landrat des Kreises Büren. Wilper wurde am 13. Juli 1954 in den nordrhein-westfälischen Landtag gewählt und fungierte dort von 1962 bis 1965 als stellvertretender Vorsitzender des Ausschusses für Ernährung, Landwirtschaft und Forsten. Nachdem er in den Deutschen Bundestag gewählt worden war, legte er am 11. Oktober 1965 sein Landtagsmandat nieder. Dem Bundestag gehörte er von der Bundestagswahl 1965 bis zu seinem Tode an und vertrat dort den Wahlkreis Höxter. Er war als ordentliches Mitglied im Verkehrsausschuss und als stellvertretendes Mitglied im Ausschuss für Ernährung, Landwirtschaft und Forsten tätig.